# Aphanogmus thomasinianae
Aphanogmus thomasinianae is een vliesvleugelig insect uit de familie van de Ceraphronidae. De wetenschappelijke naam van de soort is voor het eerst geldig gepubliceerd in 1984 door Alekseev & Dolgin.